# Cyanocitta
Cyanocitta este un gen de păsări paseriforme din familia Corvidae. Genul include două gaițe cu creastă, cu penaj albastru și o creastă de pene distinctivă. Se găsește numai în America de Nord temperată, iar Munții Stâncoși separă cele două specii.

## Sistematică
Înființat de Hugh Edwin Strickland în 1845, genul conține următoarele specii:
- Cyanocitta cristata – gaiță albastră
- Cyanocitta stelleri – gaița lui Steller

## Distribuție

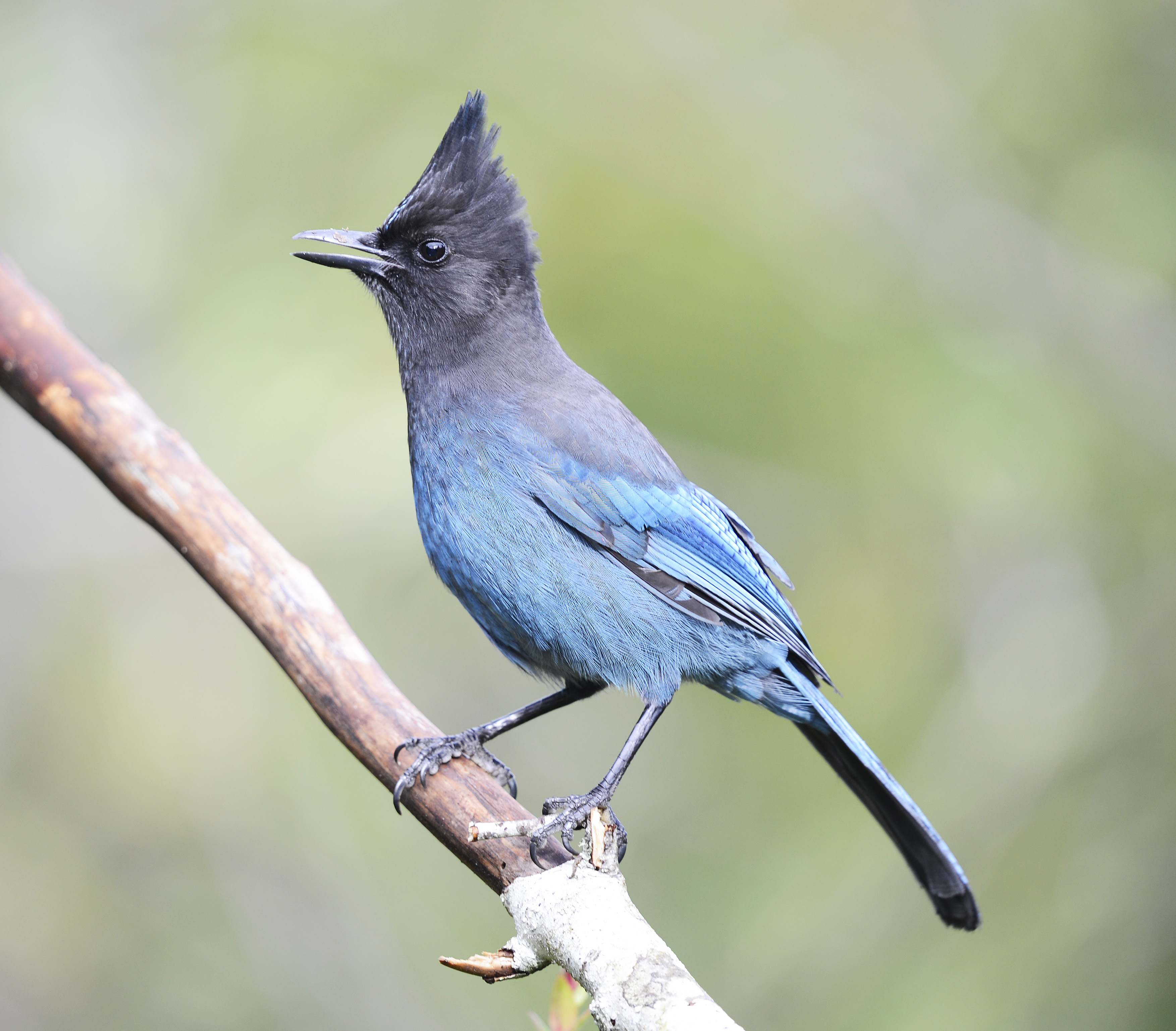
Gaița lui Steller

Gaițele cu creastă locuiesc în America de Nord temperată, divizată de Cordiliera Americii de Nord⁠(d). Această distribuție este probabil rezultatul glaciațiunii din timpul ultimei ere glaciare. Gaița albastră ocupă regiunile plate din est până la Munții Stâncoși, în timp ce gaița lui Steller se găsește în munții din vest și în zonele temperate adiacente. Ambele specii se suprapun doar în sud-vestul Canadei, atingând limita nordică a zonei temperate calde în Canada și Alaska. Ele sunt absente în deșerturile aride, în văi și în regiunile de coastă, distribuția lor devenind mai fragmentată spre sud. Doar gaița lui Steller se extinde în regiunile tropicale, locuind în munții răcoroși până în sudul Nicaraguei. În timpul Pleistocenului, a persistat probabil în zonele sudice și vestice fără gheață, răspândindu-se în Munții Stâncoși după glaciațiune.
Cele două specii diferă în ceea ce privește obiceiurile de migrație: gaița lui Steller este în principal rezident, deplasându-se doar de la altitudini mari în timpul iernii, în timp ce gaița albastră migrează sezonier, în special din regiunile nordice. În zonele sudice, cum ar fi Florida, gaițele albastre sunt rezidente. Gaița lui Steller poate migra mai mult după sezonul de reproducere dacă hrana este rară, mulți tineri deplasându-se în zonele periferice.

### Habitat
Gaițele cu creastă preferă pădurile deschise, marginile pădurilor, parcurile și spațiile verzi urbane, arătând o preferință puternică pentru stejari atunci când sunt disponibili. Ambele specii se dezvoltă bine în pădurile de conifere și în cele mixte, gaițele albastre frecventând și pădurile de foioase pure. Gaițele albastre se adaptează bine la zonele urbane, atingând adesea densități mai mari decât în păduri, în timp ce gaițele lui Steller sunt mai puțin frecvente în zonele populate de oameni, preferând altitudinile între 1.000 și 3.500 de metri. Gaițele albastre, în schimb, sunt răspândite pe scară largă, de la plajele de coastă până la Munții Apalași.

## Descriere
Gaițele cu creastă sunt corvide relativ subțiri, cu forme similare ale corpului, dar diferite ca mărime. Gaița lui Steller este mai mare decât gaița albastră. Ciocurile lor negre și puternice au un vârf cârligat mic. Au coada ușor rotunjită, de lungime medie spre lungă și aripi relativ scurte. O creastă cu pene este mai pronunțată la gaița lui Steller. Ambele specii au un penaj colorat cu albastru, negru și alb, cu coada și aripile distincte cu bandă neagră – o trăsătură unică printre corvidele americane. Masculii sunt puțin mai mari, dar ambele sexe au o coloristică similară.

## Galerie

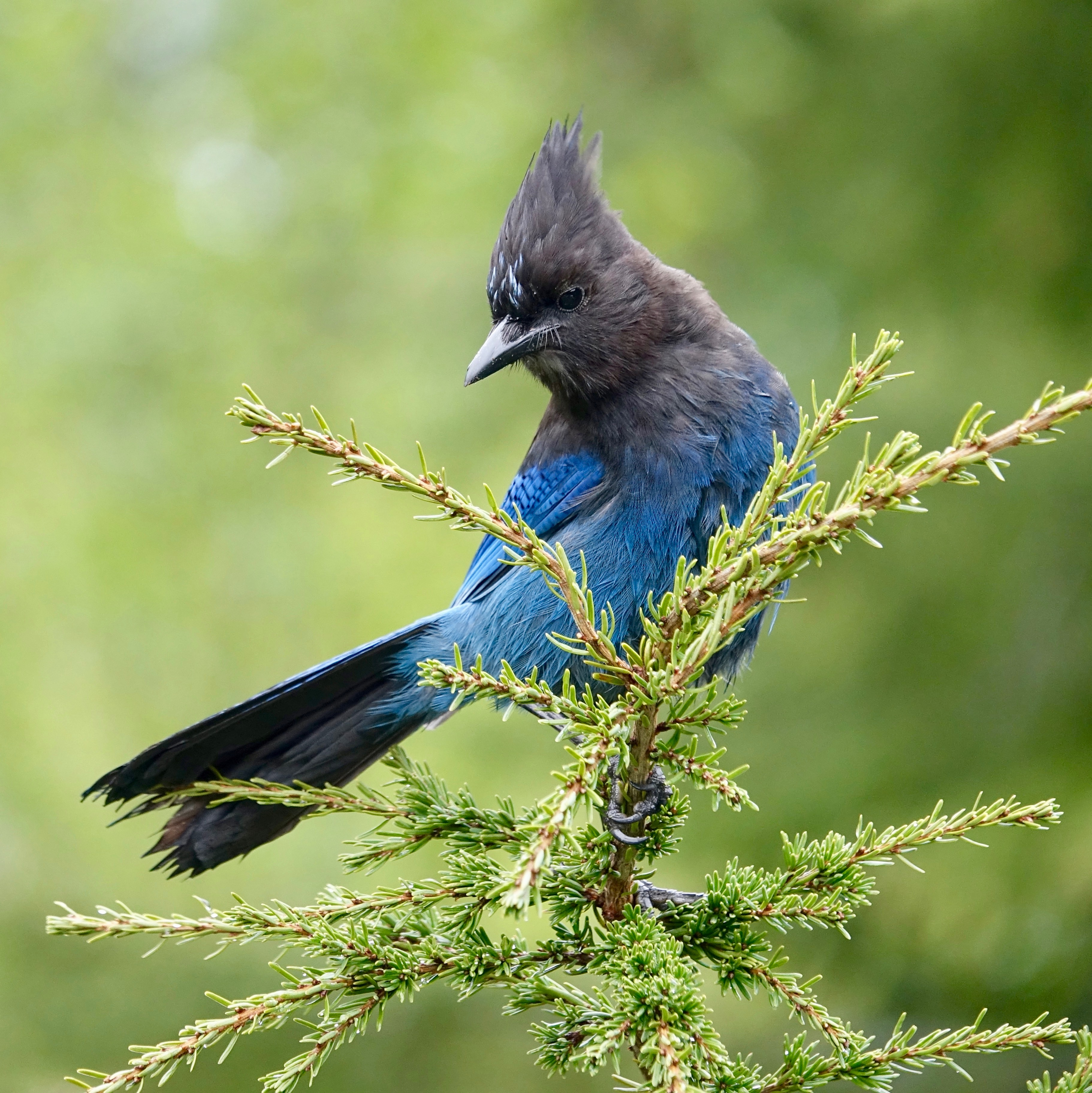
Gaița lui Steller
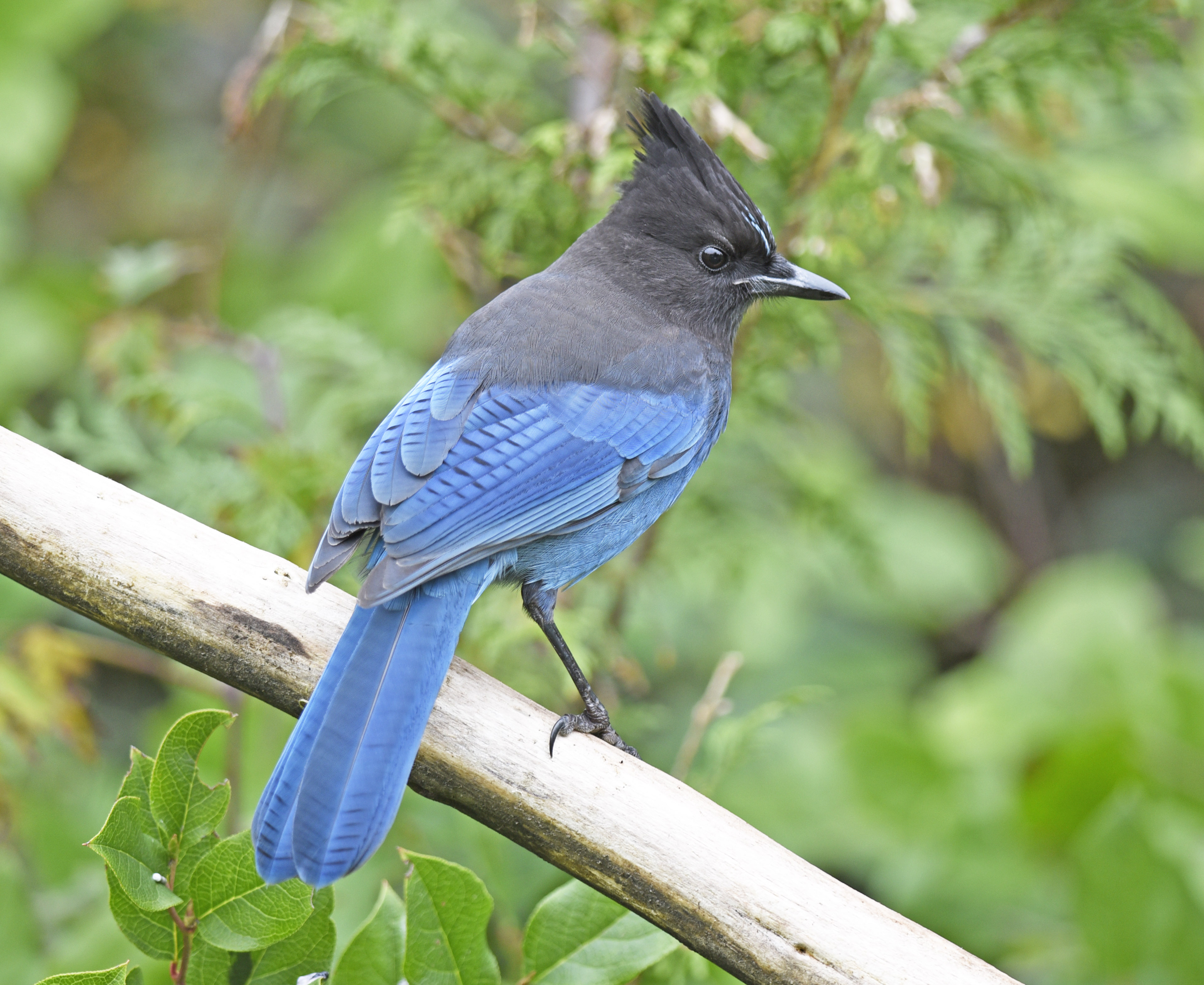
Gaița lui Steller
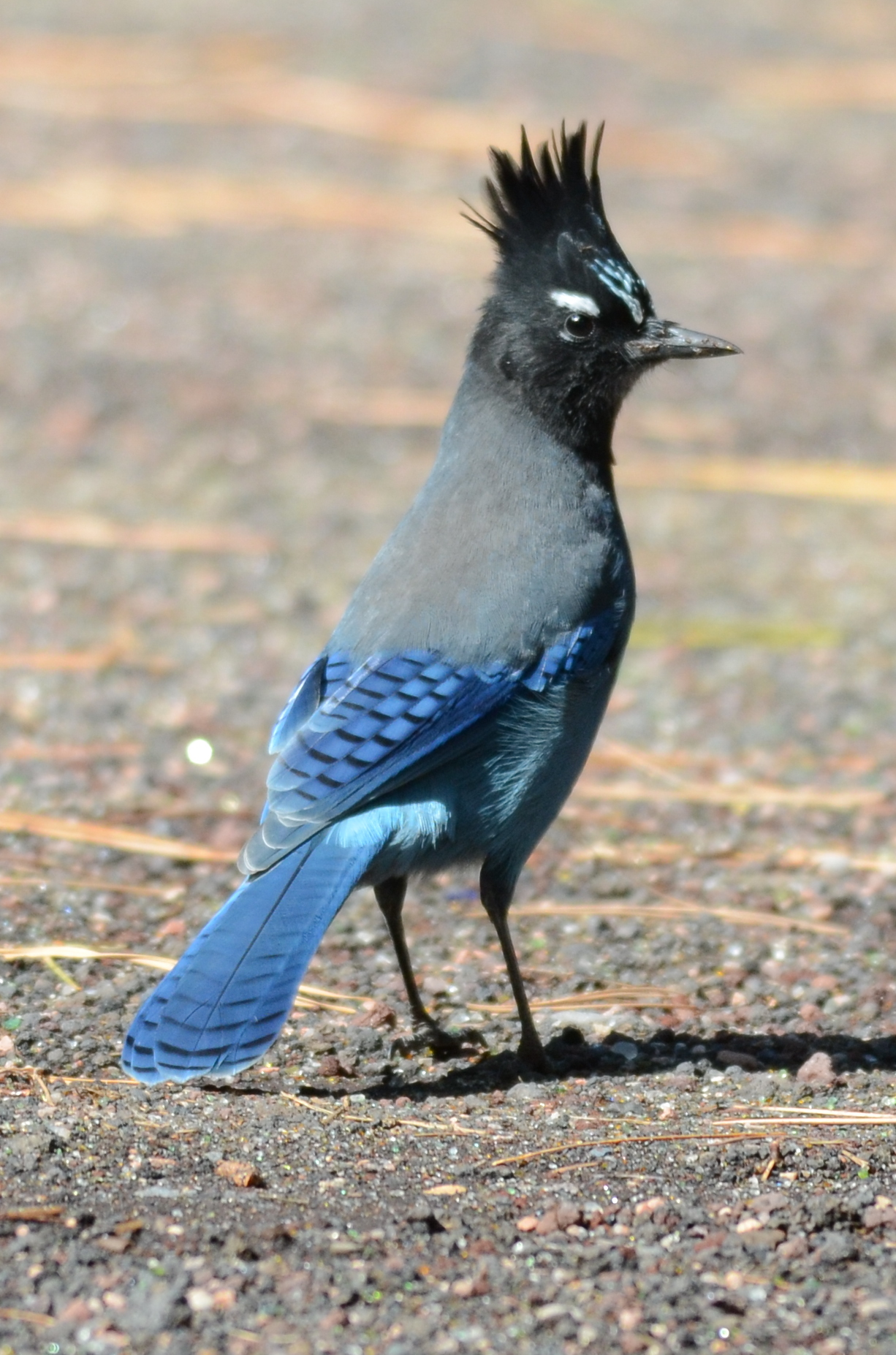
Gaița lui Steller
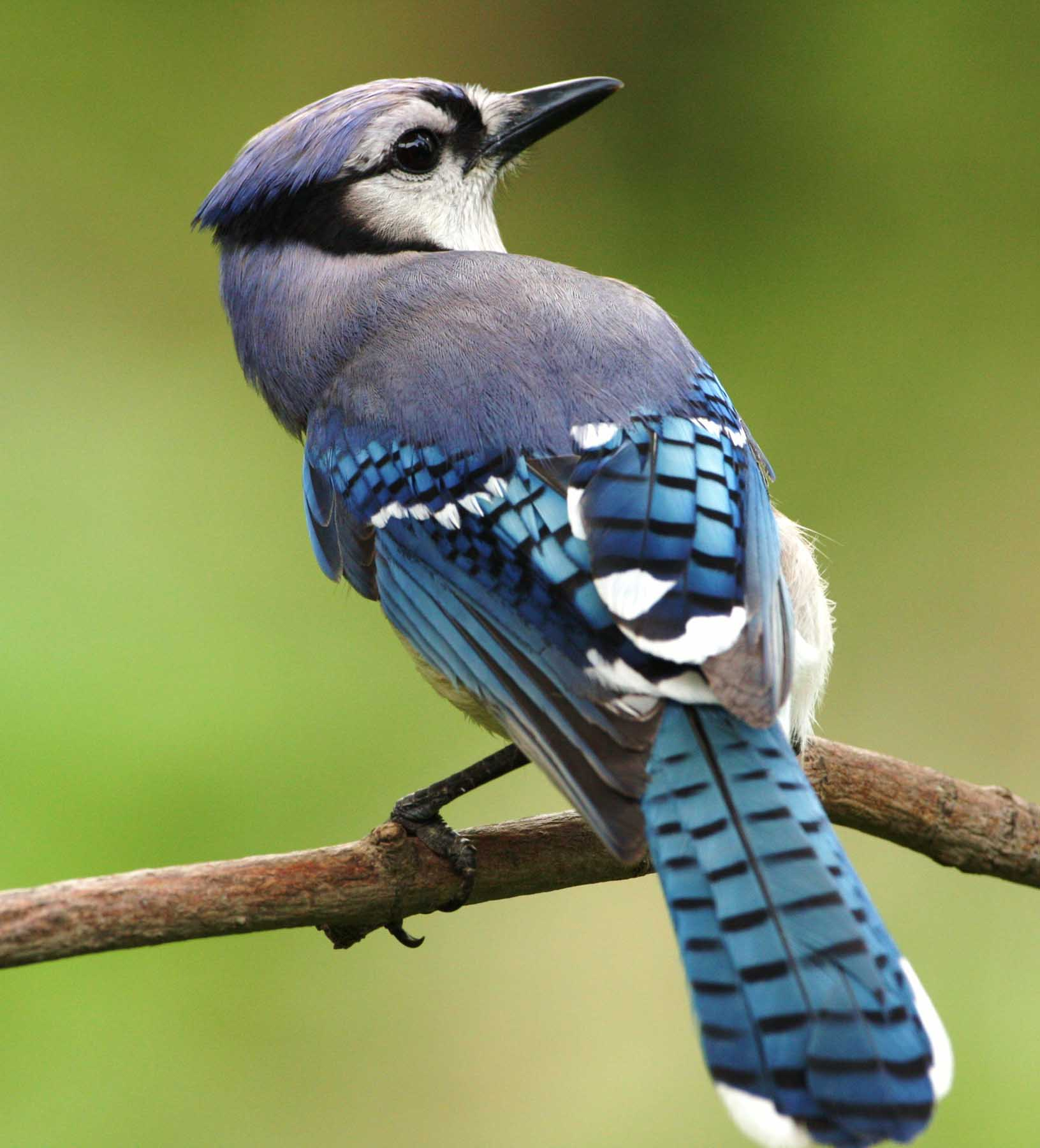
Gaiță albastră
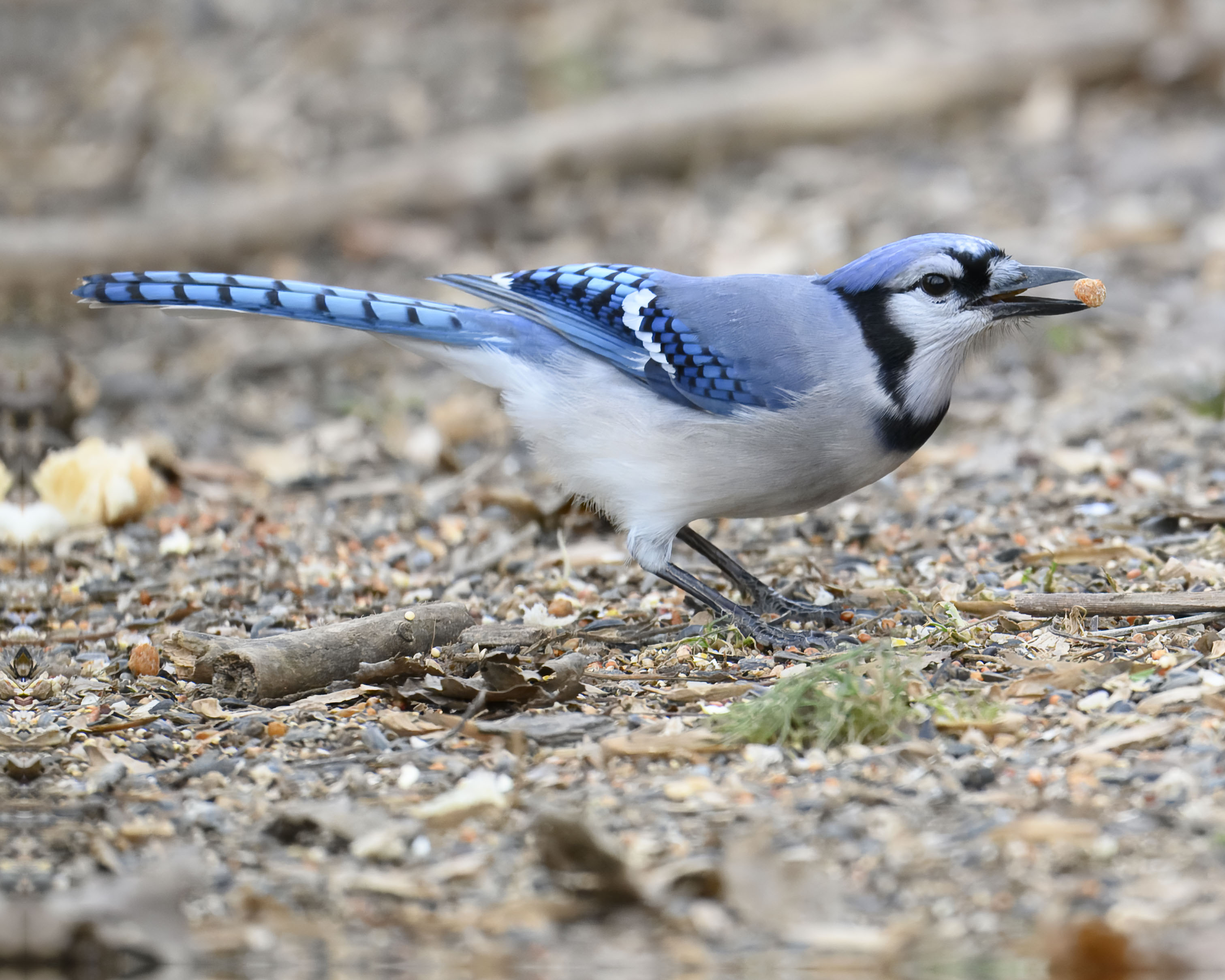
Gaiță albastră